# Endeca
Endeca — семейство продуктов от компании Endeca Technologies, поглощённой в 2011 году корпорацией Oracle. Продукты компании строятся на базе системы управления данными MDEX Engine, представляющей собой, по сути, универсальную поисковую машину, обеспечивающей масштабируемую обработку больших объёмов информации и позволяющей строить системы с минимальной скоростью реакции на поисковые запросы. 
После поглощения Oracle программные разработки Endeca вошли в две продуктовые линейки: система персонализации, поиска и навигации для интернет-магазинов и информационных порталов Endeca InFront вошла в состав платформы Oracle Commerce и теперь называется Oracle Endeca Commerce, а система бизнес-аналитики Endeca Latitude включена в линейку аналитических (Business Intelligence) продуктов под новым названием Oracle Endeca Information Discovery. Оба этих продукта по-прежнему строятся на основе поисковой машины MDEX Engine.
Основные заказчики — рознично-торговые сети.